# Бабенкове (Ізюмський район)
Бабе́нкове (раніше — Злодіївка) — село в Україні, у Ізюмській міській громаді Ізюмського району Харківської області. Населення становить 429 осіб. До 2020 орган місцевого самоврядування — Бригадирівська сільська рада.

## Географія
Село Бабенково знаходиться на ріці Сухий Ізюмець, за 7 кілометрів від міста Ізюм, вище за течією, на відстані 2 км знаходиться село Бригадирівка, західніше — колишнє село Водорезівка.
На відстані одного кілометру проходить автомобільна траса до міста Ізюм Р79.

## Історія

### Виникнення села
Село вперше згадується на мапі 1788 року.

### Злодіївка
Достовірних фактів пов'язаних із назвою села не збереглося, але за народними переказами збереглася легенда. Три століття тому в селі оселилася чаклунка. На той час чари прирівнювалися до злодійства. От і причепилася до відьми назва «злодійка», а хутір довгий час називали Злодіївкою. Землі були родючими і швидко заселилися панами. Досі збереглися назви ярків, де вони мешкали: Йосипівський, Греково, Фесівка.
У 1910 році через місто Ізюм було прокладено залізницю і село почало активно забудовуватися.

### Бабенкове
Існує кілька версій пов'язаних з перейменуванням села. Перша версія: назва Злодіївка була не до вподоби. Селяни вирішили перейменувати село на Бабенкове. Друга версія: боялися, що ця назва може накликати біду. Третя — служив на цих землях козак Бабенко і за добру службу йому подарували хутір, який і назвали на його честь. Проте, серед істориків немає однозначних висновків з приводу назви.
Село розміщене поблизу річки Сухий Ізюмець і налічує 177 дворів. Населення становить 429 чоловік.
Радянська окупація почалась у 1918 році, того ж року було створено і перший колгосп.
Під час радянської окупації було збудовано фельдшерсько-акушерський пункт, крамницю та початкову школу та сільський клуб з бібліотекою.
Оскільки село поруч із містом, то робітників було більше, ніж колгоспників. У селі діяла філія заводу будматеріалів — видобували крейду та вапно.
На сьогодні ці землі орендують ПП «Золота нива», АПК «Хлібопродукт», ТОВ «Югран». У центрі села є братська могила загиблим воїнам, які полегли у роки Другої світової війни.
У 2004 році було ліквідовано молочно-товарну ферму.
У 2009 році було закрито місцеву школу.
12 червня 2020 року, розпорядженням Кабінету Міністрів України № 725-р «Про визначення адміністративних центрів та затвердження територій територіальних громад Харківської області», увійшло до складу Ізюмської міської громади.
19 липня 2020 року, в результаті адміністративно-територіальної реформи та ліквідації Ізюмського району (1923—2020), село увійшло до складу новоутвореного Ізюмського району.

## Населення
Згідно з переписом УРСР 1989 року чисельність наявного населення села становила 455 осіб, з яких 218 чоловіків та 237 жінок.
За переписом населення України 2001 року в селі мешкало 429 осіб.

### Мова
Розподіл населення за рідною мовою за даними перепису 2001 року:
| Мова       | Відсоток |
| ---------- | -------- |
| українська | 93,01 %  |
| російська  | 6,53 %   |
| молдовська | 0,23 %   |
| інші       | 0,23 %   |

## Об'єкти соціальної сфери
- Клуб.
- Бібліотека.

## Відомі люди
Уродженці села:
- Величко Олег Вікторович (1979—2016) — молодший сержант Збройних сил України, учасник російсько-української війни.
- Денисенко Григорій Кирилович — учасник Другої світової війни, Герой Радянського Союзу (1946), нагороджений кількома орденами та медалями СРСР, Білорусі та України, почесний громадянин м.Гомеля, після його смерті на його честь там назвали одну з вулиць міста.
- Забашта Василь Іванович — учасник Другої світової війни, нагороджений орденом Слави III I II ст., народний художник України.